# Agnes Grey
Agnes Grey este romanul de debut al scriitoarei engleze Anne Brontë, apărut în 1847 și republicat în a doua ediție în anul 1850. Cartea prezintă viața lui Agnes Grey, o guvernantă care lucrează pentru mai multe familii de burghezi.